# ダミアン・マンソ
ダミアン・アレハンドロ・マンソ（Damián Alejandro Manso, 1979年6月6日 - ）は、アルゼンチン、ロサリオ出身の元サッカー選手。ポジションはミッドフィールダー。

## 来歴
1996年、16歳でプロデビュー。技術力が高く、将来を嘱望されていた若手の一人だった。2001年には欧州移籍を果たすが、怪我もあり思ったような活躍はできず、その後は国内リーグに戻りプレーした。2007年にエクアドルのLDUキトに移籍すると、同年にリーグ優勝、翌年にはエクアドル勢として初のリベルタドーレス杯優勝に貢献し、FIFAクラブワールドカップ2008にも出場した。
CFパチューカでもFIFAクラブワールドカップ2010に出場したものの、出場した2試合では満足な活躍をする事は出来ずチームも5位決定戦に勝利しただけとなってしまった。
2016年末を以てCAチャカリタ・ジュニアーズを退団。半年間フリーの状態が続いたが、2017年8月14日にプリメーラC（アルゼンチン4部）のASDフスト・ホセ・デ・ウルキーサへ加入することが発表された。

## タイトル
ニューウェルズ
プリメーラ・ディビシオン : 2004アペルトゥーラ
LDUキト
- プリメーラ・カテゴリア・セリエA : 2007
- コパ・リベルタドーレス : 2008

パチューカ
- CONCACAFチャンピオンズリーグ 2009-10

## エピソード
- 愛称のピオホ（piojo）はスペイン語で「のみ、しらみ」の意味。アルゼンチンでは小柄な子供に付けられるポピュラーなあだ名であり、同じ愛称を持つ選手としてはクラウディオ・ロペスが有名である。
- FIFAクラブワールドカップ2008ではLDUキトのキーマンとして紹介され、パチューカ戦では前評判通りの動きを見せた。解説を務めた武田修宏は「彼ほどの選手でも代表になれないアルゼンチンは凄い」と発言している。
- 現地メディアに「彼の声を聞いたことが無い」と評されるほど寡黙な性格である。